# 対馬丸記念館
対馬丸記念館（つしままるきねんかん）は、沖縄県那覇市若狭にある、1944年の対馬丸事件についての資料が保存された施設。この記事では対馬丸事件（つしままるじけん）についても記述する。詳細は「対馬丸#対馬丸事件」も参照。

## 概要
1944年8月21日、800人余りの学童を含む約1,800人を乗せ那覇港を出航した学童疎開船対馬丸は、翌22日の夜、鹿児島県悪石島付近で米潜水艦ボーフィン号の魚雷攻撃を受け撃沈された。このとき、学童780人を含む1,484人（2018年8月22日までの氏名判明者）が一瞬のうちに亡くなったと言われている。この学童疎開船対馬丸の悲劇を後世に伝えようと、国の慰藉（いしゃ）事業として対馬丸記念館は2004年8月22日に開館した。館内には417人分の遺影が掲示されている。(2025年8月19日現在)
開館当時は財団法人対馬丸記念会が運営していたが、その後、2013年4月1日をもって公益財団法人対馬丸記念会へ移行した。
記念館完成前の2003年3月時点では、100人分以上の遺影が収集され、7組の生存者の証言が残されていた。生存者が少ない上に、沖縄戦で被害を受け、開館当初の遺品は17人分であった。その後、遺影が200人分を超えるなど展示スペースが手狭になり、2009年になってリニューアルが行われた。
1997年、対馬丸の船体が海底から発見されたことをもとに、天皇明仁（当時）が御製を詠んだ。
疎開児の命いだきて沈みたる船深海に見出だされけり
この御製は、記念館に掲げられている。
2014年6月27日、明仁天皇・美智子皇后が記念館を訪問し、遺族らと懇談した。

## 施設データ
- 竣工 - 2004年5月
- 開館 - 2004年8月22日[10]
- 設立 - 財団法人対馬丸記念会[10]
- 展示構想 - 対馬丸遺族会会館プロジェクトチーム[10]
- 展示原稿制作 - 対馬丸記念会事務局専門員・吉川由紀（開館時）、対馬丸記念会理事・外間邦子（展示改訂部分）、対馬丸記念会理事・渡口眞常（展示改訂部分）[10]
- 建築設計 - 沖縄県建築設計管理協同組合[10]
- 建築施工 - 株式会社屋部土建[10]
- 展示設計施工 - 株式会社 内田洋行[10]
- 構造規模 - 鉄筋コンクリート造、地上3階
- 敷地面積 - 930平方メートル[10]
- 建築面積 - 429平方メートル[10]
- 延床面積 - 768平方メートル[10]

記念館の外観は対馬丸をイメージして設計されている。屋上までの高さが約10メートルで、これはちょうど当時の対馬丸の海面から甲板までと同じ高さになっている。タラップから艦（館）に乗船するイメージから、館内への入口は2階に設置されている。二階の第一展示室から一階の第二展示室への階段は、船倉へ下るイメージを再現している。

## 管理運営者
対馬丸記念館は公益財団法人対馬丸記念会によって管理運営がなされている。後述の収支予算の関係上、公立の資料館と思われがちだが、実際は民間による資料館である。
2004年、対馬丸事件から60年を迎えるにあたり、対馬丸遭難遺族会は対馬丸記念館の設立を決定する。その際、運営母体としての要請を受け、遺族会からメンバーを募り、財団法人対馬丸記念会が創設された。この背景には、沈没した対馬丸を技術的に引き揚げられない代わりの慰謝事業として、全額国の補助により総工費約2億3000万円をかけて造られたという経緯がある。その後、2008年12月の公益法人制度改革を受けて、2013年に財団法人対馬丸記念会は公益財団法人 対馬丸記念会へ移行した。公益目的事業として、以下の9項目を掲げている。
| 常設展事業                            | 対馬丸の悲惨な歴史を多くの人に伝えるため、ホームページで広く来館を呼びかけ平和への取組みを促進                                     |
| 特別展事業                            | 他県の平和関連施設・団体から資料を借用、1階企画展示室にて展示をして、戦争の悲惨な歴史を明らかにし、平和と生命の大切さを伝える      |
| 来館促進支援事業                      | 来館者の増加を促進することによって、管理運営を強化しより多くの人に来館を呼びかける                                                 |
| 対馬丸戦没者の追悼と慰霊祭            | 毎年8月22日に「小桜の塔」前で慰霊祭を実施                                                                                          |
| 語り部事業                            | 対馬丸の歴史とその教訓を風化させることなく、より多くの方々に伝えるため、語り部による講話を行う                                     |
| 相談事業                              | 対馬丸記念会の遺族相談室を利用して、高齢化した対馬丸の遺族に対し生活改善の指導や相談を行い、生活の安定と向上に努める               |
| 講習会及び遺族と 地域住民との交流促進 | 遺族が健康で不安なく生活するために、ちゃーがんじゅう講座を開催し、併せて地域の方々との交流を図る                                   |
| 広報活動                              | 定期的に対馬丸通信を発行する |
| 子供達の平和学習推進事業              | 対馬丸記念会を拠点として、戦争の悲惨さと平和の大切さを学習し、子供達が主体的に取り組むために平和講座やワークブックの作成を企画する |

2025年現在の人員として、評議員会、理事会（うち理事長、副理事長、常務理事が三役）、監事、事務局、館長、総務経理、学芸員、受付案内、相談員の構成で組織を構成している。以下、現在の人員である。
| 評議員会 | 上原清、上原廣保、嘉数昇明、瑞慶山良和、髙良桂子、本仲範男、比嘉悦子                                           |
| 理事会   | 髙良政勝(理事長)、渡口眞常(副理事長)、外間邦子(常務理事)、浦崎唯彦、嶋田玲子、平良次子、比嘉正詔               |
| 監事     | 渡名喜元嗣、與古田桐子                                                                                         |
| 事務局   | 大城喜代美（過去の事務局：鉢嶺清典、枝川健治、島袋貞治）                                                       |
| 館長     | 平良次子（過去の館長：宮城清志）                                                                               |
| 学芸員   | 嶋袋寿純、中川みどり（過去の学芸員：吉川由紀、慶田盛さつき、宇根一磨、嘉数聡、渡名喜琴音、外間功一、堀切香鈴） |

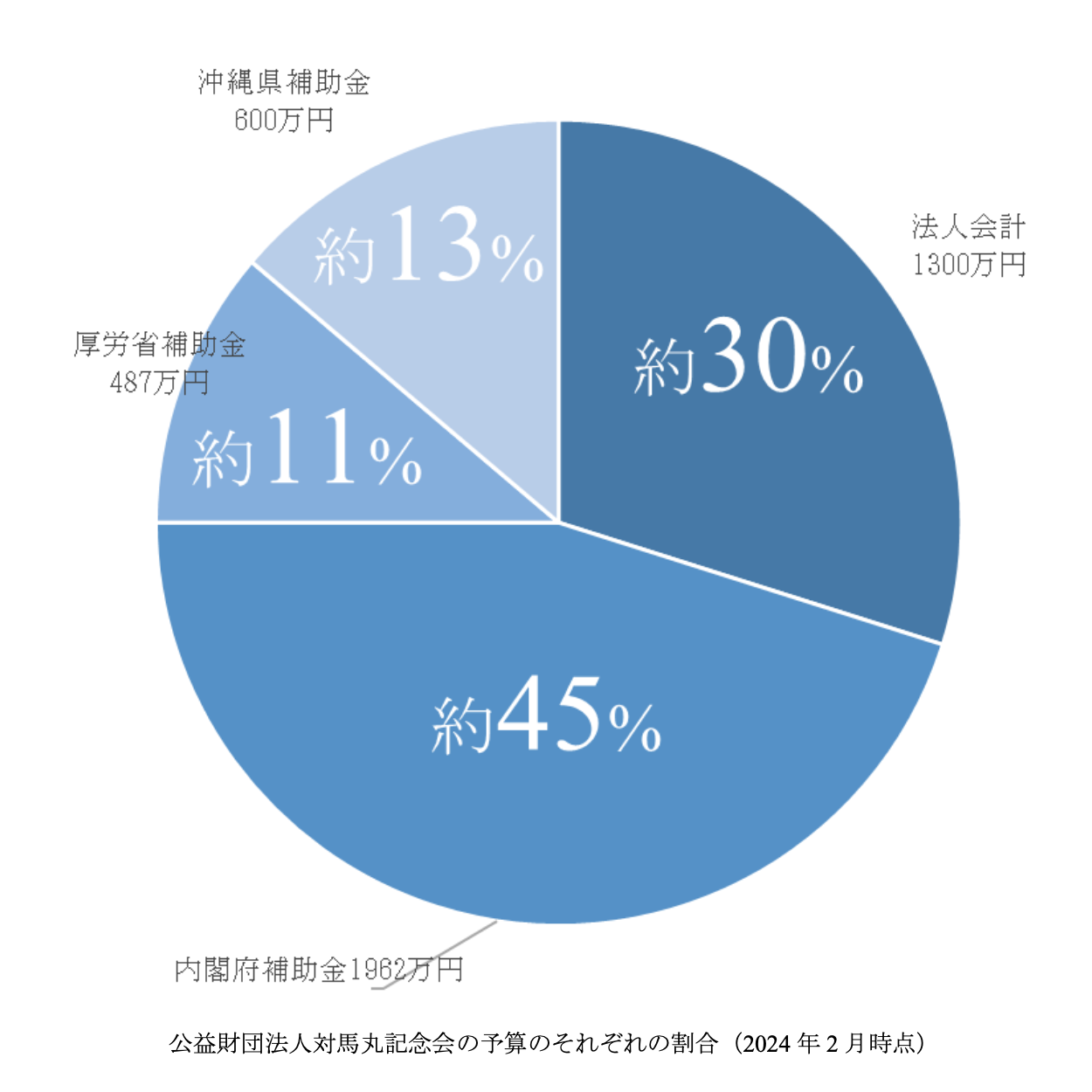
対馬丸記念会、予算の内訳

対馬丸記念会の2022年の収支予算によると、年間予算は計4300万円。このうち入館料や寄付金、協力会員の会費からなる法人会計は約1300万円で、光熱費などの管理・維持費や1人だけの正職員の人件費に充てている。年間予算のうち残る約3000万円は補助金で、主に展示関連や来館者や児童生徒らを想定した対馬丸の継承事業などに充てられるほか、同事業に関わる業務委託の学芸員、事務員などの人件費も賄う。補助金の内訳は内閣府が約1962万円、厚労省が487万円、沖縄県が600万円。

## 入館料金[28]
- 個人
  - 一般:500円
  - 中・高校生:300円
  - 小学生:100円
- 団体（20名以上）
  - 一般:450円
  - 中・高校生:270円
  - 小学生:90円

## 周辺
- 波上宮
- 波の上ビーチ
- 若狭海浜公園

## エピソード
- 記念館には、対馬丸に引率教師として乗船して助かった女性が、犠牲になった教え子を想い編んだレースが展示されている。この女性は、2014年の天皇皇后の記念館訪問時、懇談への出席を記念館から打診されたが、教え子を喪った負い目から固辞し、代わりにレース数枚を記念館に託した。うち1枚が慰霊碑への献花台に飾られ、のちに天皇皇后に寄贈された。残りのレースは、2022年に女性が死没してから、記念館に飾られるようになった[29]。

## 関連文献
- 梯久美子『戦争ミュージアム　記憶の回路をつなぐ』岩波書店〈岩波新書〉、2024年。